# بركة الحاج
بركة الحاج شياخة من شياخات حي المرج المنطقة الشرقية في محافظة القاهرة.

## تاريخ
بركة الحاج من النواحي القديمة، واسمها الأصلي «جُبّ عُميرة» حيث كان يجتمع فيها حجيج مصر قبل خروجهم إلى مكة. كما ذكرها ابن مماتي عندما أحصى قرى أعمال الشرقية بعد الروك الصلاحي باسم «بركة الجُبّ»، وقال هي من ضواحي القاهرة، وذكرها ابن الجيعان في كتابه «التحفة السنية بأسماء البلاد المصرية» الذي أحصى فيه قُرى أعمال ضواحي القاهرة بعد الروك الناصري باسم «بركة الجب» وهي «بركة الحجاج». وفي تاريخ سنة 1228هـ/1813م، وردت باسم «بركة الحاج»، ثم صارت تتبع مركز شبين القناطر، إلى أن امتد عمران القاهرة إليها، فصارت تتبع حي المطرية